# Tumusin
Tumusin – wieś w Polsce położona w województwie łódzkim, w powiecie poddębickim, w gminie Poddębice.
W latach 1975–1998 miejscowość administracyjnie należała do województwa sieradzkiego.

## Zabytki
Na terenie wioski, wzmiankowanej po raz pierwszy w 1402 roku zachował się drewniany dwór szlachecki z początków XIX stulecia, konstrukcji zrębowej, wzniesiony na planie prostokąta z gankiem wspartym na czterech kolumnach, zwieńczonym tympanonem. Dwór przykrywa dach naczółkowy kryty gontem. W środku zachował się dwutraktowy układ wnętrza z sienią na osi oraz pierwotna stolarka utrzymana w stylu klasycystycznym.
Obok dworu stoi murowany lamus z połowy XVIII wieku. Jest to budowla parterowa, podpiwniczona, wzniesiona na planie prostokąta. Posiada ganek wsparty na czterech słupach. Zachowała się piwnica ze sklepieniem kolebkowym, podpartym filarem.
Według rejestru zabytków Narodowego Instytutu Dziedzictwa na listę zabytków wpisane są obiekty:
- dwór, drewniany, 1 poł. XIX w., nr rej.: 99 z 12.10.1967
- lamus, XIX w., nr rej.: 712 z 12.10.1967